# Justin Gaethje
Justin Ray Gaethje (Safford, 14 de novembro de 1988) é um lutador profissional de artes marciais mistas norte-americano. Gaethje já foi campeão interino peso-leve do UFC, e campeão peso-leve do WSOF. Também foi detentor do cinturão simbólico "BMF" (baddest motherfucker).

## Carreira no MMA amador
Gaethje fez sua estreia no MMA como amador em 2 de agosto de 2008. Ele acumulou um recorde invicto de 7-0.

## Carreira no MMA profissional
Gaethje fez sua estreia profissional em 20 de Agosto de 2011 contra Kevin Croom. Ele venceu a luta por nocaute técnico no primeiro round.
Justin venceu suas próximas quatro lutas após atingir o recorde de 5-0, Gaethje em seguida enfrentou o veterano do UFC Drew Fickett. Ele nocauteou Fickett em apenas 12 segundos de luta.
Gaethje em seguida enfrentou Adrian Valdez. Ele venceu por nocaute técnico.

### World Series of Fighting
Gaethje fez sua estreia no WSOF no WSOF 2 contra o veterano do Strikeforce Gesias Cavalcante. Ele venceu por interrupção médica no primeiro round.
Gaethje em seguida lutou no WSOF 3 contra o veterano do UFC e MFC Brian Cobb. Gaethje derrotou Cobb por nocaute técnico com chutes nas pernas no terceiro round.
Pela sua terceira luta na promoção, Gaethje enfrentou o veterano do UFC Dan Lauzon no WSOF 6. Gaethje dominou a luta com seu poder de trocação e venceu por nocaute técnico no segundo round.
Gaethje lutou pelo Cinturão Peso-Leve Inaugural do WSOF contra Richard Patishnock, em 18 de Janeiro de 2014 no WSOF 8. Gaethje venceu a luta por nocaute técnico no primeiro round para se tornar o primeiro Campeão Peso-Leve do WSOF.
Gaethje fez sua primeira defesa de título contra o prospecto invicto Nick Newell em 5 de Julho de 2014 no WSOF 11. Ele venceu a luta por nocaute no segundo round após acertar um belo soco no adversário, que caiu inconsciente.
Gaethje era esperado para defender seu cinturão contra o ex-UFC Melvin Guillard em 15 de Outubro de 2014 no WSOF 15. No entanto, Guillard não bateu o peso no dia da pesagem, a luta então foi mudada para peso casado e passou a não valer mais pelo título. Gaethje venceu a luta por decisão dividida.
A seguinte defesa de cinturão de Garthje foi contra o peruano Luis Palomino em 28 de Março de 2015 no WSOF 19. Ele venceu a luta por nocaute técnico no terceiro round.

### UFC
No dia 7 de julho de 2017, Justin Gaethje nocauteou o lutador Michael Johnson aos 4:48 do segundo round em sua estreia no UFC. Gaethje faturou o prêmio de Luta da Noite e Performance da Noite. O site Sherdog considerou essa luta como a melhor de 2017 o segundo assalto desse combate como Round do Ano.
No dia 2 de dezembro de 2017, pelo UFC 218 foi nocauteado por Eddie Alvarez aos 3:59 do terceiro round, perdendo assim, sua invencibilidade no MMA.

## Títulos e feitos
- UFC
  - Cinturão Peso-Leve Interino do UFC (uma vez)
  - Cinturão Simbólico "BMF" do UFC
  - Luta da Noite (oito vezes) vs. Michael Johnson, Eddie Alvarez, Dustin Poirier, Edson Barboza, Tony Ferguson, Michael Chandler, Rafael Fiziev e Max Holloway
    - Terceiro lutador com mais prêmios de Luta da Noite (oito vezes) empatado com Nate Diaz e Frankie Edgar
    - Luta do Ano (três vezes: 2017, 2021 e 2024)[11][12][13]

  - Performance da Noite (cinco vezes) vs. Michael Johnson, James Vick, Donald Cerrone, Tony Ferguson e Dustin Poirier
- World Series of Fighting
  - Campeão do peso-leve (uma vez)
  - Maior número de vitórias em lutas valendo títulos (seis vezes)
  - Maior número de vitórias consecutivas do peso-leve (dez vezes)
  - Maior número de nocautes (nove vezes)

## Cartel no MMA
| Cartel no MMA   |             |            |
| 31 lutas        | 26 vitórias | 5 derrotas |
| Por nocaute     | 20          | 3          |
| Por finalização | 1           | 2          |
| Por decisão     | 5           | 0          |

| Res.    | Cartel | Oponente            | Método                                | Evento                                  | Data       | Round | Tempo | Local                     | Notas |
| ------- | ------ | ------------------- | ------------------------------------- | --------------------------------------- | ---------- | ----- | ----- | ------------------------- | --- |
| Vitória | 26-5   | Rafael Fiziev       | Decisão (unânime)                     | UFC 313: Pereira vs. Ankalaev           | 08/03/2025 | 3     | 5:00  | Las Vegas, Nevada         | Luta da Noite. |
| Derrota | 25-5   | Max Holloway        | Nocaute (soco)                        | UFC 300: Pereira vs. Hill               | 13/04/2024 | 5     | 4:59  | Las Vegas, Nevada         | Perdeu o cinturão simbólico BMF; Luta da Noite; Luta do Ano (2024)                                                  |
| Vitória | 25-4   | Dustin Poirier      | Nocaute (chute na cabeça)             | UFC 291: Poirier vs. Gaethje 2          | 29/07/2023 | 2     | 1:00  | Salt Lake City, Utah      | Ganhou o cinturão simbólico vago BMF; Performance da Noite.                                                         |
| Vitória | 24-4   | Rafael Fiziev       | Decisão (majoritária)                 | UFC 286: Edwards vs. Usman 3            | 18/03/2023 | 3     | 5:00  | Londres                   | Luta da Noite. |
| Derrota | 23-4   | Charles Oliveira    | Finalização (mata-leão)               | UFC 274: Oliveira vs. Gaethje           | 07/05/2022 | 1     | 3:22  | Phoenix, Arizona          | Charles não bateu o peso e foi destituído como campeão; Luta válida pelo Cinturão Peso Leve do UFC só para Gaethje. |
| Vitória | 23-3   | Michael Chandler    | Decisão (unânime)                     | UFC 268: Usman vs. Covington 2          | 06/11/2021 | 3     | 5:00  | Nova Iorque, Nova Iorque  | Luta da Noite. |
| Derrota | 22-3   | Khabib Nurmagomedov | Finalização Técnica (triângulo)       | UFC 254: Khabib vs. Gaethje             | 24/10/2020 | 2     | 1:34  | Abu Dhabi                 | Unificação do Cinturão Peso Leve do UFC.                                                                            |
| Vitória | 22-2   | Tony Ferguson       | Nocaute Técnico (socos)               | UFC 249: Ferguson vs. Gaethje           | 09/05/2020 | 5     | 3:39  | Jacksonville, Florida     | Ganhou o Cinturão Peso Leve Interino do UFC; Luta da Noite; Performance da Noite.                                   |
| Vitória | 21-2   | Donald Cerrone      | Nocaute Técnico (socos)               | UFC Fight Night: Cowboy vs. Gaethje     | 14/09/2019 | 1     | 4:18  | Vancouver                 | Performance da Noite.                                                                                               |
| Vitória | 20-2   | Edson Barboza       | Nocaute (soco)                        | UFC on ESPN: Barboza vs. Gaethje        | 30/03/2019 | 1     | 2:30  | Filadélfia, Pensilvânia   | Luta da Noite. |
| Vitória | 19-2   | James Vick          | Nocaute (soco)                        | UFC Fight Night: Gaethje vs. Vick       | 25/08/2018 | 1     | 1:27  | Lincoln, Nebraska         | Performance da Noite.                                                                                               |
| Derrota | 18-2   | Dustin Poirier      | Nocaute Técnico (socos)               | UFC on Fox: Poirier vs. Gaethje         | 14/04/2018 | 4     | 0:33  | Glendale, Arizona         | Luta da Noite. |
| Derrota | 18-1   | Eddie Alvarez       | Nocaute Técnico (joelhada e socos)    | UFC 218: Holloway vs. Aldo II           | 02/12/2017 | 3     | 3:59  | Detroit, Michigan         | Luta da Noite. Luta do Ano (2017).                                                                                  |
| Vitória | 18-0   | Michael Johnson     | Nocaute Técnico (socos e joelhadas)   | The Ultimate Fighter: Redemption Finale | 07/07/2017 | 2     | 4:48  | Las Vegas, Nevada         | Estreia no UFC; Luta da Noite; Performance da Noite. Luta indicada a Luta do Ano (2017).                            |
| Vitória | 17-0   | Luiz Firmino        | Nocaute Técnico (interrupção médica)  | WSOF 34: Gaethje vs. Firmino            | 31/12/2016 | 3     | 5:00  | Nova York, Nova York      | Defendeu o Cinturão Peso Leve do WSOF; Vagou o cinturão para assinar pelo UFC.                                      |
| Vitória | 16-0   | Brian Foster        | Nocaute Técnico (chutes nas pernas)   | WSOF 29: Gaethje vs. Foster             | 12/03/2016 | 1     | 1:43  | Loveland, Colorado        | Defendeu o Cinturão Peso Leve do WSOF.                                                                              |
| Vitória | 15-0   | Luis Palomino       | Nocaute Técnico (socos)               | WSOF 23: Gaethje vs. Palomino II        | 18/09/2015 | 2     | 4:30  | Phoenix, Arizona          | Defendeu o Cinturão Peso Leve do WSOF.                                                                              |
| Vitória | 14-0   | Luis Palomino       | Nocaute Técnico (socos)               | WSOF 19: Gaethje vs. Palomino           | 28/03/2015 | 3     | 3:57  | Phoenix, Arizona          | Defendeu o Cinturão Peso Leve do WSOF.                                                                              |
| Vitória | 13-0   | Melvin Guillard     | Decisão (dividida)                    | WSOF 15: Branch vs. Okami               | 15/11/2014 | 3     | 5:00  | Tampa, Flórida            | Luta não válida pelo Título. Guillard não bateu o peso.                                                             |
| Vitória | 12-0   | Nick Newell         | Nocaute (soco)                        | WSOF 11: Gaethje vs. Newell             | 05/07/2014 | 2     | 3:06  | Daytona, Flórida          | Defendeu o Cinturão Peso Leve do WSOF.                                                                              |
| Vitória | 11-0   | Rich Patishnock     | Nocaute Técnico (socos e cotoveladas) | WSOF 8: Gathje vs. Patishnock           | 18/01/2014 | 1     | 1:09  | Hollywood, Flórida        | Ganhou o Cinturão Peso Leve do WSOF.                                                                                |
| Vitória | 10-0   | Dan Lauzon          | Nocaute Técnico (socos)               | WSOF 6: Burkman vs. Carl                | 26/10/2013 | 2     | 1:40  | Coral Gables, Flórida     | |
| Vitória | 9-0    | Brian Cobb          | Nocaute Técnico (chutes nas pernas)   | WSOF 3: Fitch vs. Burkman 2             | 14/06/2013 | 3     | 2:19  | Las Vegas, Nevada         | |
| Vitória | 8-0    | Gesias Cavalcante   | Nocaute Técnico (interrupção médica)  | WSOF 2: Johnson vs. Arlovski            | 23/03/2013 | 1     | 2:27  | Atlantic City, New Jersey | Estreia no WSOF. |
| Vitória | 7-0    | Adrian Valdez       | Nocaute (socos)                       | Rage in the Cage 164                    | 16/11/2012 | 1     | 0:19  | Chandler, Arizona         | |
| Vitória | 6-0    | Drew Fickett        | Nocaute (socos)                       | Rage in the Cage 163                    | 20/10/2012 | 1     | 0:12  | Chandler, Arizona         | |
| Vitória | 5-0    | Sam Young           | Finalização (mata-leão)               | Rage in the Cage 162                    | 29/09/2012 | 2     | 1:56  | Chandler, Arizona         | |
| Vitória | 4-0    | Marcus Edwards      | Decisão (unânime)                     | ROF 43: Bad Blood                       | 02/06/2012 | 3     | 5:00  | Broomfield, Colorado      | |
| Vitória | 3-0    | Donnie Bell         | Nocaute Técnico (socos)               | ROF 42: Who's Next                      | 17/12/2011 | 2     | 2:57  | Broomfield, Colorado      | |
| Vitória | 2-0    | Joe Kelso           | Nocaute Técnico (socos)               | BTT MMA 2: Genesis                      | 01/10/2011 | 1     | 4:32  | Pueblo, Colorado          | |
| Vitória | 1-0    | Kevin Croom         | Nocaute (slam)                        | ROF 41: Bragging Rights                 | 20/08/2011 | 1     | 1:01  | Broomfield, Colorado      | Estreia Profissional.                                                                                               |

## Cartel no MMA Amador
| Cartel no MMA   |            |           |
| 7 lutas         | 7 vitórias | 0 derrota |
| Por nocaute     | 4          | 0         |
| Por finalização | 2          | 0         |
| Por decisão     | 1          | 0         |

| Res.    | Cartel | Oponente       | Método                       | Evento                          | Data       | Round | Tempo | Local                | Notas |
| ------- | ------ | -------------- | ---------------------------- | ------------------------------- | ---------- | ----- | ----- | -------------------- | ----- |
| Vitória | 7–0    | Aaron Carter   | Nocaute Técnico (joelhadas)  | ROF 40 - Backlash               | 16/04/2011 | 3     | 1:48  | Broomfield, Colorado |       |
| Vitória | 6–0    | Scott Cleve    | Decisão (dividida)           | ROF 38 - Ascension              | 05/06/2010 | 3     | 3:00  | Broomfield, Colorado |       |
| Vitória | 5–0    | Steve Hanna    | Nocaute Técnico (socos)      | Fight To Win - War              | 17/04/2010 | 1     | 1:01  | Denver, Colorado     |       |
| Vitória | 4–0    | Kevin Gonzales | Finalização (chave de braço) | ROF 35 - Summer Brawl           | 01/08/2009 | 1     | 1:20  | Broomfield, Colorado |       |
| Vitória | 3–0    | Nick Rhoads    | Finalização (chave de braço) | RITC 127 - Rage in the Cage 127 | 16/05/2009 | 3     | 2:07  | Tucson, Arizona      |       |
| Vitória | 2–0    | Austin Greer   | Nocaute Técnico (socos)      | VFC 27 - Mayhem                 | 01/05/2009 | 2     | 1:56  | Council Bluffs, Iowa |       |
| Vitória | 1–0    | Ben DeAnda     | Nocaute (soco)               | Battle Under The Stars 1        | 02/08/2008 | 1     | 0:27  | Denver, Colorado     |       |